# Altusried
Altusried è un comune tedesco di 10 091 abitanti, situato nel land della Baviera.